# Eliaszówka (szczyt)
Eliaszówka (1023 m) – szczyt położony w Górach Lubowelskich na Pogórzu Popradzkim (słow. Ľubovnianska vrchovina). Jest najwyższym szczytem Gór Lubowelskich.

## Nazwa i topografia
W większości źródeł szczyt ma nazwę Eliaszówka, ale na lotniczej mapie Geoportalu jest to Heliaszówka. Nazwy słowackie: słow. Eliášovka, dawniej też Heliášovka. Znajduje się w grzbiecie biegnącym od Przełęczy Gromadzkiej (938 m) przez szczyt Okrúhla (958 m) w kierunku południowo-wschodnim. Eliaszówka jest zwornikiem, grzbiet rozgałęzia się tutaj na dwa ramiona:
- północno-wschodnie biegnące przez Świni Groń do Karczmarskiej Góry i Bucznika (669 m), w widły Popradu i Czercza. Grzbietem tym prowadzi granica polsko-słowacka.
- południowo-wschodnie już na terenie Słowacji, tworzące lewe zbocze doliny potoku Wielki Lipnik.

Stoki północne Eliaszówki opadają w stronę doliny potoku Zaczerczyk, zachodnie – po stronie słowackiej – do doliny Wielkiego Lipnika, natomiast ze stoku południowo-wschodniego początek bierze również słowacki potok Eliaszówka (Eliášovka). Polskie stoki znajdują się w granicach miasta Piwniczna-Zdrój w województwie małopolskim, w powiecie nowosądeckim, słowackie należa do wsi Litmanowa.

## Opis szczytu
Na północno-wschodnim stoku usytuowany jest ośrodek narciarski Sucha Dolina, jeden z większych w regionie, zaś na południowym zboczu, na polanie Zvir w łemkowskiej wsi Litmanowa, znajduje się Sanktuarium Matki Boskiej Litmanowskiej będące celem licznych pielgrzymek. Tutaj w niedużej szopie pasterskiej, w latach 1990–1995, 13-letniej Katce i 12-letniej Ivetce miała ukazywać się Matka Boska.
Z Polski na szczyt prowadzą szlaki turystyczne różnego typu, ale można się tam dostać także z drugiej strony granicy. Mimo braku szlaków, ze względu na brak prawnej ochrony przyrody, wejście jest dozwolone. Do 21 grudnia 2007 r. funkcjonowało tutaj turystyczne przejście graniczne Eliaszówka-Eliášovka.

## Historia
Dawniej stoki Eliaszówki były znacznie bardziej bezleśne, trawiaste i służyły jako wielkie pastwisko. Widoki z Eliaszówki były też znacznie bardziej rozległe. Obecnie wierzchołek Eliaszówki zarósł już lasem i jest nieciekawy, pozbawiony widoków. Widoki są jeszcze ze szlaku turystycznego na podejściu pod Eliaszówkę z Piwnicznej-Zdroju. Sporo polan istnieje jeszcze na słowackich stokach Eliaszówki, ale i one stopniowo zarastają lasem.
W czasie II wojny światowej okolice Eliaszówki były popularnym miejscem przekraczania granicy przez kurierów Polskiego Państwa Podziemnego. Było to kontynuowane również po wojnie. W grudniu 1983 polscy wopiści ujęli tutaj trzech młodych Słowaków przemycających w plecakach z Polski wydawnictwa religijne, których drukowanie i posiadanie na Słowacji było zabronione. Spędzili w polskich aresztach 6 miesięcy, a potem w słowackim więzieniu 14 miesięcy.
Dla zwiększenia atrakcyjności turystycznej szczytu powstała na nim 20-metrowa, drewniana wieża widokowa, zadaszona altana, miejsce na ognisko i kolarski tor przeszkód.

## Szlaki turystyczne
pieszy: Obidza – Przełęcz Gromadzka – Górne Stacje – Eliaszówka – Piwniczna-Zdrój:
- z Przełęczy Gromadzkiej 0:45 h (↓ 0:40 h)
- z Piwnicznej 2 h (↓ 1:30 h)

 pieszy: Vabec – Čierťaž – Medvedelica – Eliaszówka
 rowerowy: Sucha Dolina – Obidza – Gromadzka Przełęcz – Górne Stacje – Eliaszówka – Piwniczna-Zdrój

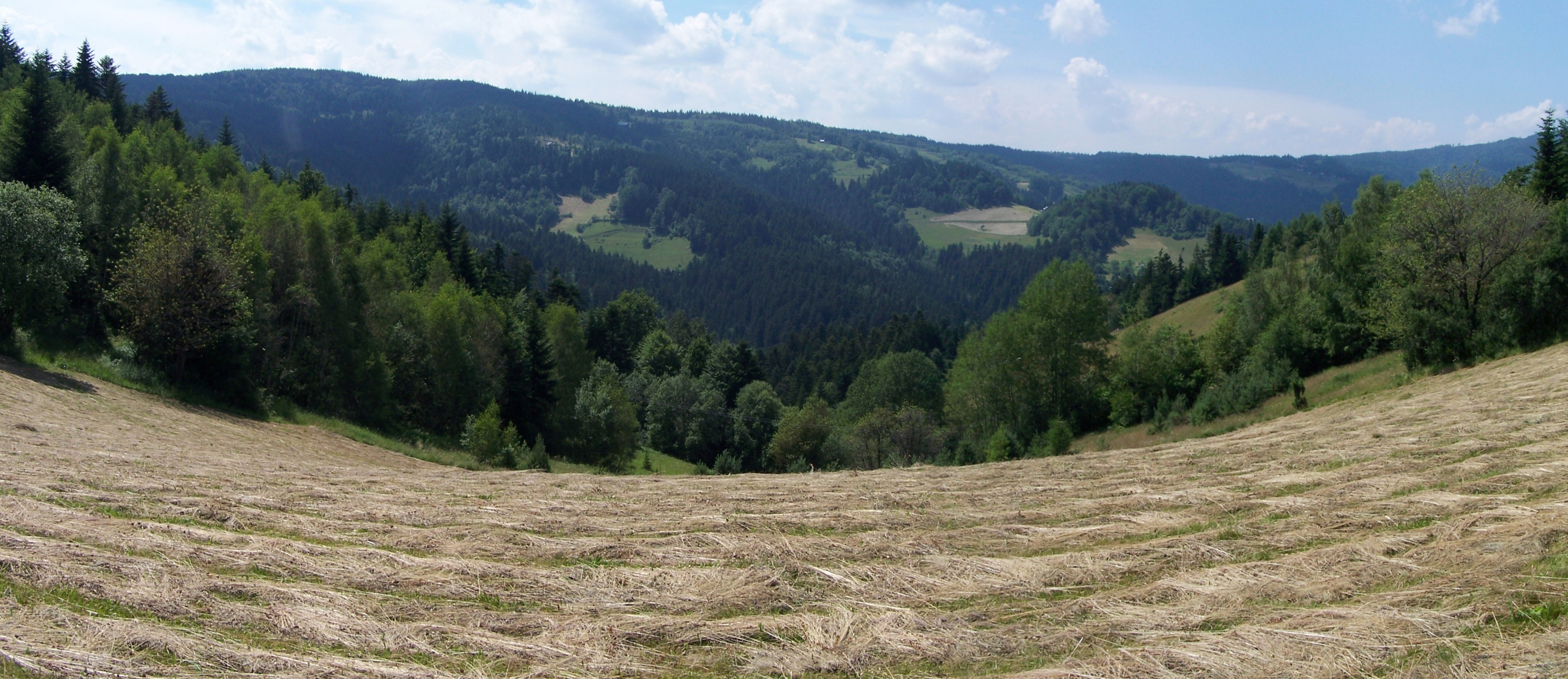
Widok na Eliaszówkę z osiedla Magura w Piwnicznej
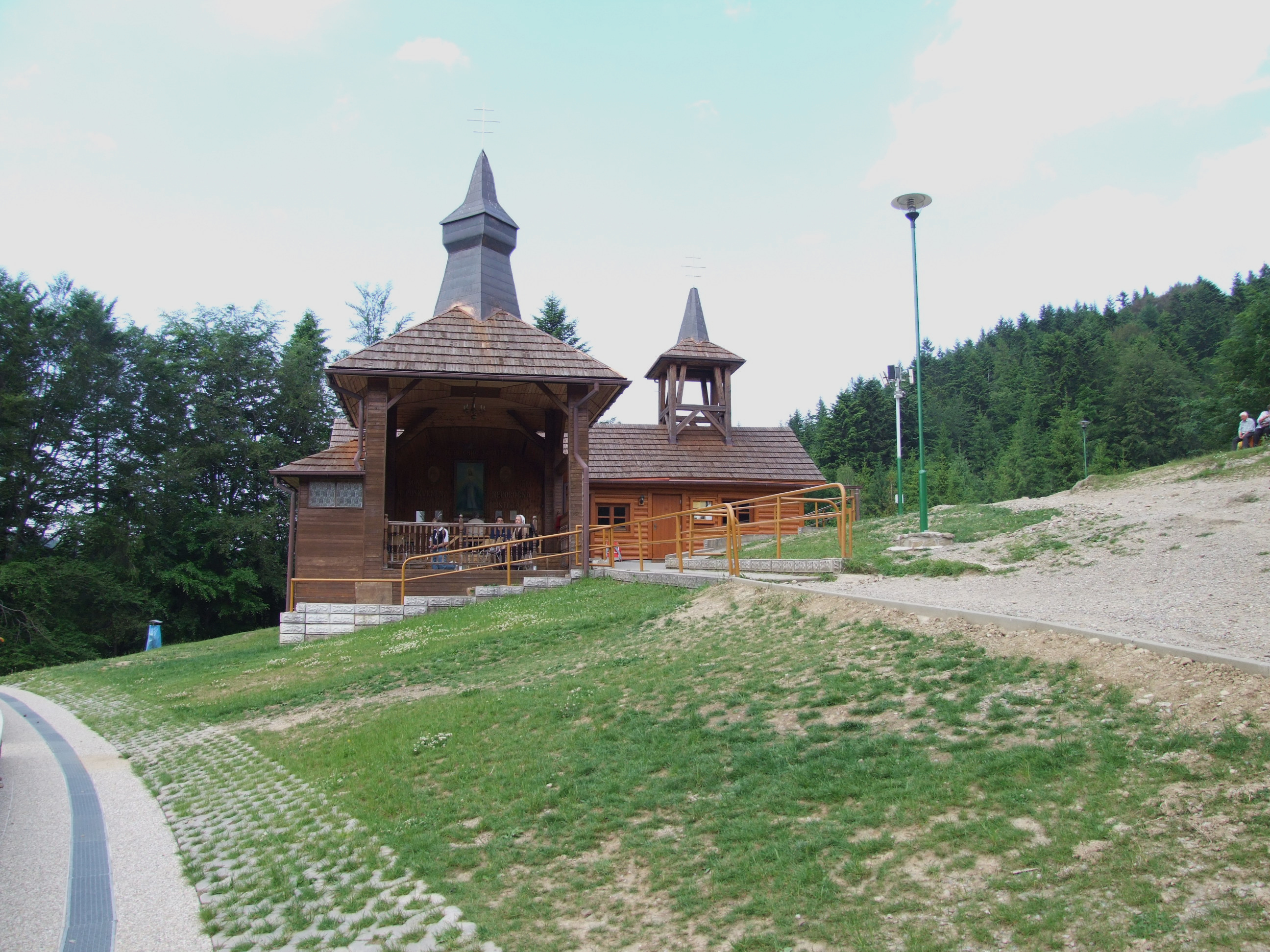
Sanktuarium Matki Boskiej Litmanowskiej
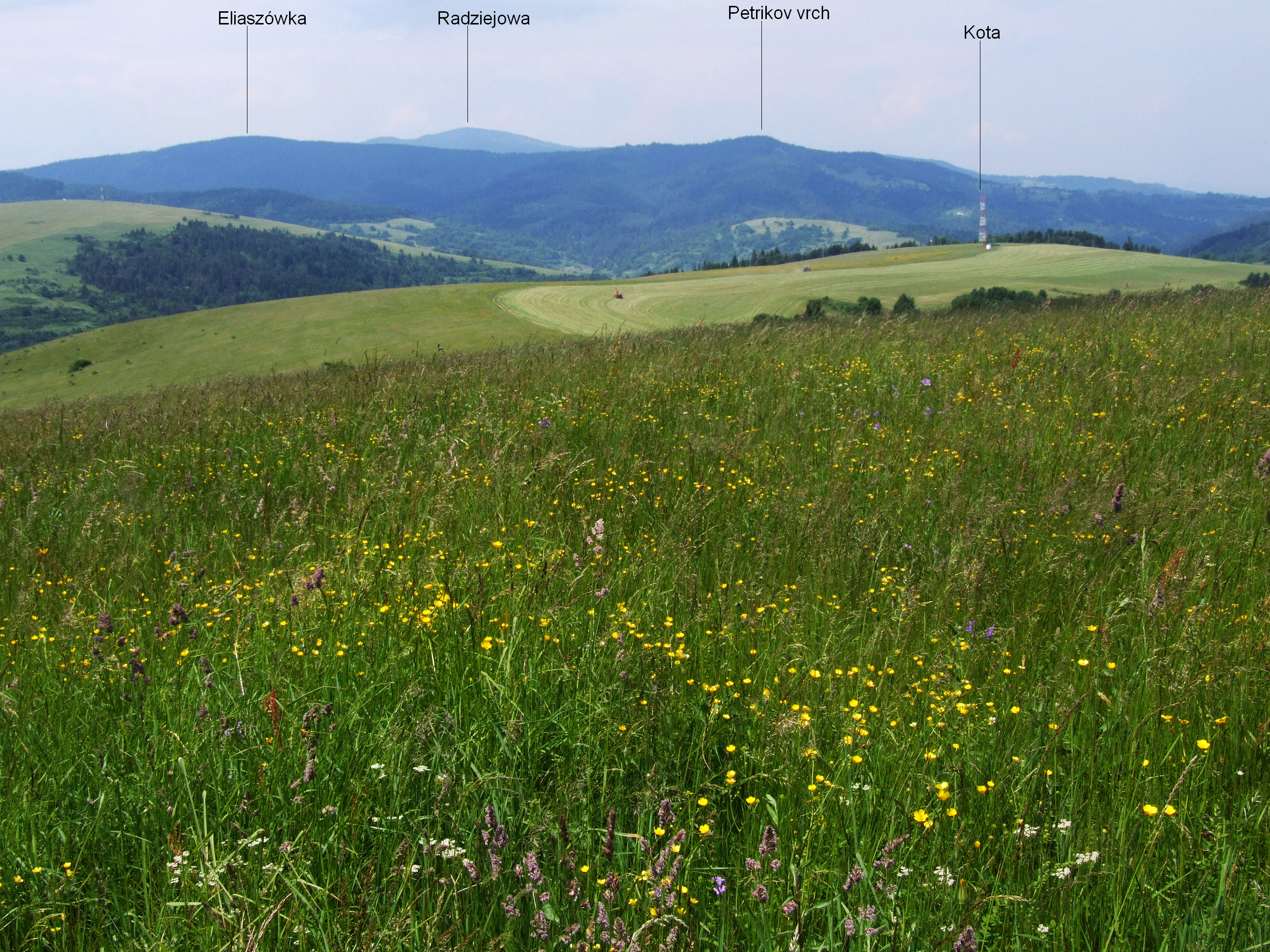
Eliaszówka, widok ze wzgórza Kóta nad miejscowością Kremná
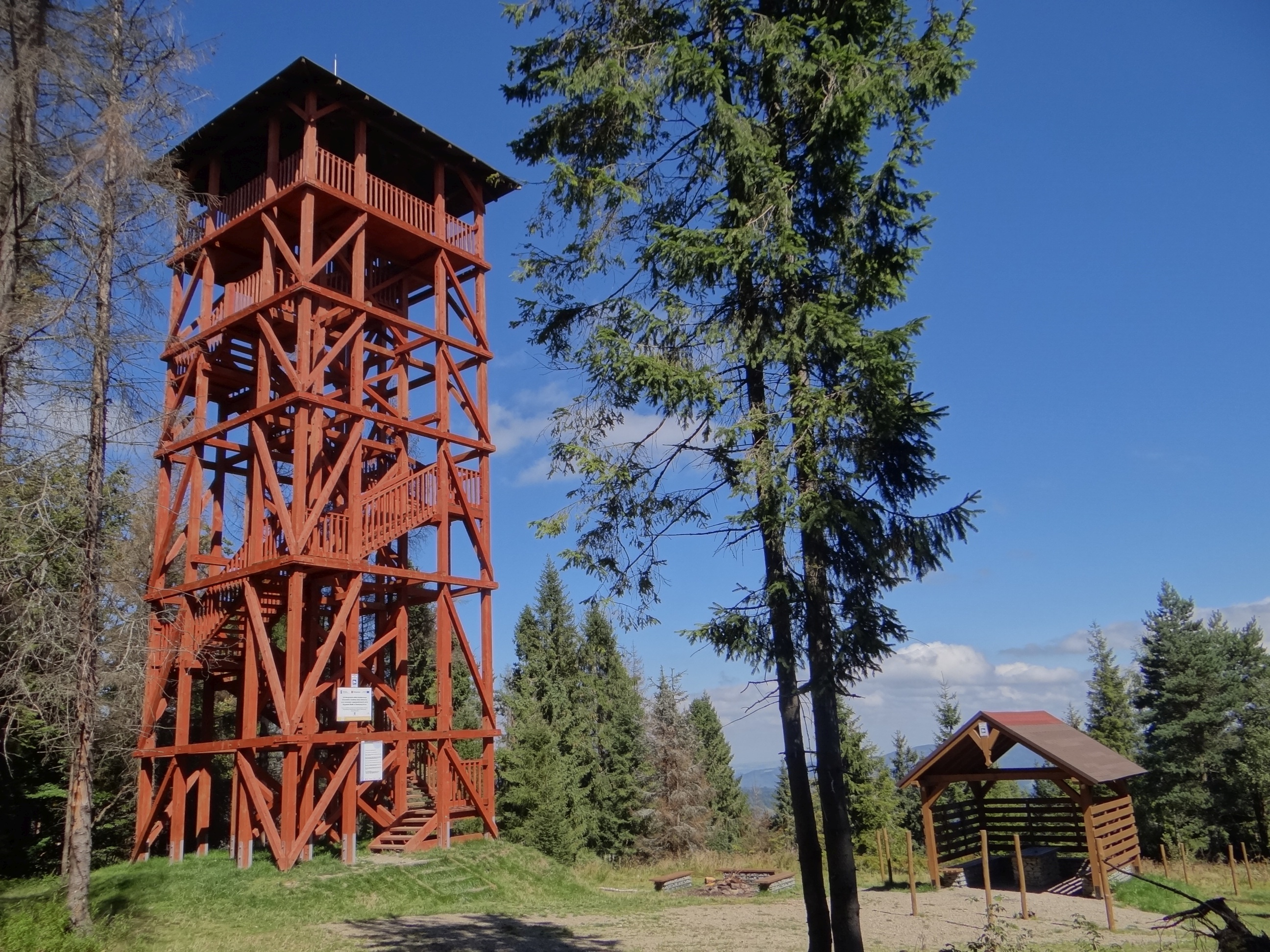
Na szczycie Eliaszówki